# Бердиш Михайло Миколайович
Бе́рдиш Миха́йло Микола́йович (нар. 21 лютого 1984, м. Погребище) — український майстер декоративно-вжиткового мистецтва. Член Національної спілки художників України (2023)..

## Біографія
Народився 21 лютого 1984 року у Погребищі Вінницької області. Закінчив факультет теорії та історії мистецтва Національної академії образотворчого мистецтва і архітектури (2018) за фахом «Мистецтвознавець». Викладачі: Владова Л. Г., Федорук О. К., Петрашик В. І., Лагутенко О. А., Денисюк О. Ю.

Співзасновник дизайн-студії «Berdysh Metall Art». Мешкає у рідному місті.

Його батько — Бердиш Микола Миколайович — також майстер декоративно-вжиткового мистецтва.

## Творчість
Працює в галузі декоративно-прикладного мистецтва (ковальство, обробка металу). Учасник обласних, всеукраїнських та міжнародних ковальських фестивалів. Основні роботи: Шаргородська брама «Страсті Христові» (2019), «Руки Спасителя» (2019), «Легіонери» (2019), обеліск «За краще майбутнє» (2020), «Посох Мойсея» (2020).

Член НСХУ з 2023 р.